# Pedro Alfonso Fernández Camacho
Pedro Alfonso Fernández Camacho (Caracas, 27 de julho de 1977) é um futebolista profissional venezuelano que atua como defensor.

## Carreira
Pedro Alfonso Fernández Camacho fez parte do elenco da Seleção Venezuelana de Futebol da Copa América de 2007.